# 金红花属
金红花属（学名：Alloplectus）是苦苣苔科下的一个属。

## 下属物种
本属包括以下物种：
- Alloplectus claviger (Broun, 1893)
- Alloplectus picipennis Broun, 1911
- Alloplectus subcaecus Broun, 1911